# Julius Pentzlin

Julius Pentzlin (um 1880)

Julius Pentzlin (* 26. Juni 1837 in Wismar; † 13. März 1917 in Hagenow) war Lehrer und Rektor in Parchim und Teterow, danach Pastor in Bützow und Hagenow, Präpositus des Hagenower Zirkels und Kirchenrat.

## Leben
Julius Pentzlin wurde geboren als Sohn des Mediziners Friedrich Pentzlin (1796–1870), Arzt am Stadtkrankenhaus von Wismar, in dessen zweiten Ehe mit Maria Charlotte Henriette, geb. Anders (* 18. Juni 1805 Wismar; † 4. Dezember 1882 Wismar), Tochter des Kommerzienrats Johann Heinrich Anders in Wismar.
Er ging in Wismar zur Schule und machte dort Abitur. Statt Philologie und Geschichte begann er, Theologie zu studieren. In Erlangen studierte er ab 1855 bei Franz Delitzsch und Johann von Hofmann. Im nahe gelegenen Neuendettelsau hörte er Wilhelm Löhe predigen, der dort ein Diakonissen-Mutterhaus gründete. Nachdem er an die Universität Tübingen gewechselt war, wohnte er von 1857 bis 1858 in dem Haus, in dem – wie er viele Jahre später erfuhr – der Dichter Ludwig Uhland geboren wurde.
Julius Pentzlin war kein Mitglied einer studentischen Verbindung. Neben dem Studium der konservativ-lutherischen Theologie bei Baur hatte es ihm besonders der schwäbische Pietismus angetan. Er musizierte mit der Familie des Chirurgen Victor von Bruns. Seine letzten Semester verbrachte er ab Ostern 1858 auf der heimischen Universität Rostock. Dort war gerade Michael Baumgarten entlassen worden. Privat öffneten sich Julius Pentzlin die Häuser der Familien des Theologen Friedrich Adolf Philippi und des Kantors und Lehrers Ludwig Theodor Künne. In Wismar heiratete er 1862 dessen Tochter Marie Künne (* 20. April 1840 Rostock; † 16. November 1916).
Sein Tentamen (Vorprüfung) machte Pentzlin 1859 in Parchim und wurde 1860 Lehrer an der Vorschule des Gymnasiums in Parchim. Bald darauf wurde er 1861 Rektor an der Stadtschule in Teterow und dort ab 1864 Hilfsprediger. In Bützow war er seit 1866 Pastor und von 1875 bis 1917 war er Pastor in Hagenow. In Hagenow wurde er 1889 zum Präpositus gewählt und 1897 zum Kirchenrat ernannt. Anlässlich seines 50-jährigen Amtsjubiläums 1910 erhielt er die Ehrendoktorwürde der Universität Rostock.
Er gründete gemeinsam mit Friedrich Hashagen den Lutherischen Bund und war 1899 mit ihm Mitbegründer der Zeitschrift Der alte Glaube. Julius Pentzlin war auch ein Förderer des Diakonissenwesens mit Wort und Schrift. Seine Tochter Annemarie Pentzlin (* 1874 Bützow; † 1955 Neuendettelsau) wurde 1896 Diakonissin. Sie unterrichtete zunächst am Gymnasium in Nürnberg und leitete später das Kindergärtnerinnen-Seminar in Neuendettelsau. Außerdem schrieb Pentzlin in den Mecklenburger Nachrichten über die mecklenburgischen kirchlichen Verhältnisse. Wie sein Vater war er Mitglied des Vereins für mecklenburgische Geschichte und Altertumskunde.
Julius Pentzlin starb 1917 in Hagenow. Die Gedächtnisrede am Sarg hielt Oberkirchenrat Heinrich Behm. Ein Nachruf erschien im Bethlehemsboten.

## Auszeichnungen
- Ehrendoktorwürde der Universität Rostock (1910)

## Schriften (Auswahl)
- Die bürgerliche Eheschließung vom Standpunkte der lutherischen Kirche betrachtet, Berlin 1871.
- Wilhelm Beck und die Innere Mission in Dänemark. In: Monatsschrift für innere Mission 22 (1902), S. 449–465; 497–509
- Aus dem Leben eines Veteranen der Befreiungskriege. In: Monatsschrift für Stadt und Land. 1903.
- Friedrich Adolf Philippi. In: Der alte Glaube. 11 (1910), S. 55–65